# António de Saldanha
António de Saldanha fue un navegante, militar y administrador colonial portugués del siglo XVI.
Fue el primer europeo que ancló en la bahía de la Mesa y subió a la montaña de la Mesa, en la actual Sudáfrica, cuando participaba en la flota de 1503 de Afonso de Albuquerque a la India.
Saldanha (que fue padre del virrey Aires de Saldanha) también fue capitán general de Mozambique desde 1509 hasta 1512. El 9 de abril de 1517 fue capitán de una armada de seis barcos que partió para la India (los otros capitanes eran Pêro Quaresma, Manuel de Lacerda, D. Cristóvão o (D. Tristão) de Meneses, Rafael Catanho, Fernão de Alcáçova y Afonso Henriques de Sepúlveda). Dice Teresa Lacerda que Antonio de Saldanha era un veterano de la India, y que «partiu para o Oriente com o importante cargo de capitão-mor do mar da Índia, tendo como principal missão 'andar em armada' na costa da Arábia e nas portas do mar Vermelho».
Más tarde, embajador de Portugal en la corte de Carlos V de España.